# Сапегіна
Сапе́гіна (рос. Сапегина) — присілок у складі Байкаловського району Свердловської області. Входить до складу Байкаловського сільського поселення.
Населення — 37 осіб (2010, 43 у 2002).
Національний склад населення станом на 2002 рік: росіяни — 100 %.